# Nikkende kobjælde
Nikkende kobjælde (Anemone pratensis) er en 8-20 cm høj urt, der vokser på strandoverdrev, skrænter og klitter. Arten ligner opret kobjælde, men har nikkende blomster, hvis blosterblade kun er lidt længere end støvdragerne (ikke dobelt så lange) og ofte er tilbagerullede i spidsen. Stænglen rettes dog ud, når frugterne modnes.

## Beskrivelse
Nikkende kobjælde er en flerårig, urteagtig plante med en grundstillet bladroset og en opret vækst. De grundstillede blade er bredt ægformede og 2-3 gange fjersnitdelte med linjeformede småblade. Stængelbladene er ustilkede og dybt opdelt i linjeformede afsnit.
Blomstringen foregår i april-maj, hvor man finder de enlige, nikkende blomster endestillet på en opret, håret stængel. Blomsterne er klokkeformede med 6 mørkviolette blosterblade. Mens frugterne modnes, rettes stænglen ud, og de lange grifler spredes til en kugleformet stand. Frøene er nødder.
Rodsystemet består af en kort og tyk, lodret jordstængel og et stort antal trævlerødder.
Højde x bredde og årlig tilvækst: 0,20 x 0,20 m (20, 20 cm/år).

## Voksested
Nikkende kobjælde hører hjemme i det centrale, sydlige og østlige Europa, herunder også i Danmark, hvor den findes hist og her i Nordjylland og på Øerne (dog ikke Lolland og Falster). Arten er knyttet til lysåbne og tørre, varme voksesteder med et højt kalkindhold og et lavt kvælstofindhold. Derfor findes den på skrænter, klitter og strandoverdrev (den er karateristisk for plantesamfundet Festuco-Sedetalia).
På Gettlinge Alvar, Öland, Sverige, er der et ganske tyndt jordlag over en tæt og næsten vandret kalkstensundergrund. Her findes arten på ekstensivt græssede områder sammen med bl.a. aksærenpris, enghavre, kattefod, alm. kællingetand, alm. røllike, bidende stenurt, blød hejre, filtet soløje, fåresvingel, gul kløver, gul rundbælg, gul snerre, hvid kløver, knoldranunkel, knoldet mjødurt, lancetvejbred, sandhvene, smalbladet timian, spids øjentrøst, stribet kløver, vellugtende gulaks, vild hør, vårstar, vårpotentil og ølandsoløje.
| Portal | Portal:Botanik |

## Note
1. ↑  Eddy van der Maarel, Vera Noest og Michael W. Palmer: Variation in species richness on small grassland quadrats: niche structure or small-scale plant mobility? Arkiveret 31. marts 2011 hos  Wayback Machine (engelsk)